# Наскапі
Наскапі (англ. Naskapi) — менша із двох основних субетнічних груп індіанського народу інну, яка населяє півострів Лабрадор. На відміну від іншої групи, монтаньє, які мешкали південніше, нечисленні наскапі населяли північніші регіони тайги, лісотундри й тундри, де тривалий час вели кочовий спосіб життя (до 1980-х років). Діалект наскапі також значно відрізняється від діалекту монтаньє.

## Назва та мова
Слово «наскапі», що означає «люди за горизонтом», вперше з'явилося в XVII столітті, а згодом стало вживатися як назва груп інну поза межами місіонерського впливу, особливо тих, що жили на територіях, що межують із затокою Унгава та північним узбережжям Лабрадору, поблизу інуїтських громад північного Квебеку та північного Лабрадору.
Мова наскапі належить до гілки крі алгонкінських мов.

## Спосіб життя та історія

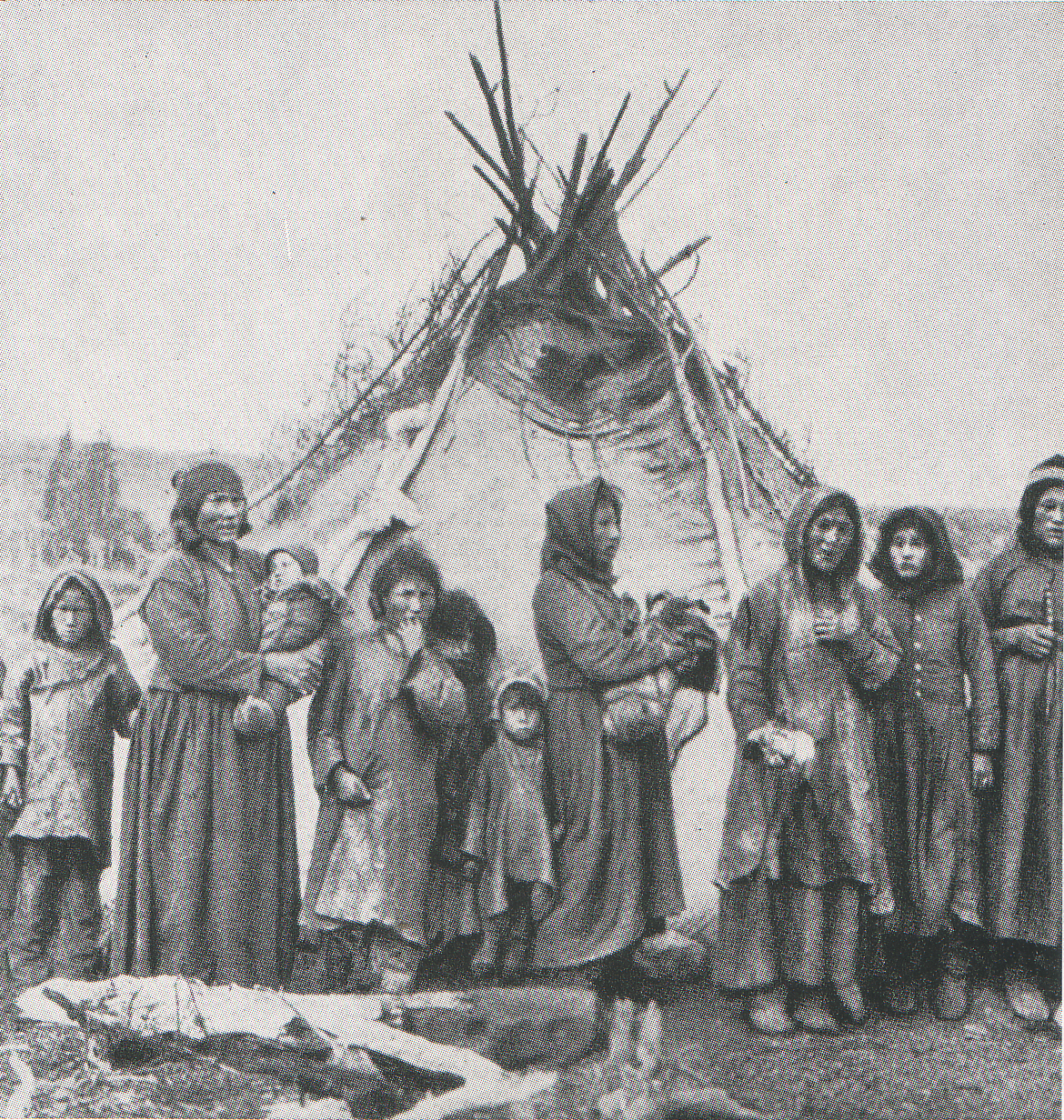
Міна Бенсон Хаббард. Жінки наскапі в одязі з вовни та оленячих шкір (1908)

Наскапі, традиційно, — кочове плем'я, на відміну від осілих монтаньє.
На відміну від монтаньє, які досить рано (ще в XVII столітті) встановили тісні культурно-мовні контакти з французькими колоністами, прийняли католицтво й стали говорити французькою мовою, наскапі виявила британська Компанія Гудзонової затоки набагато пізніше — аж на початку 1830-х років. Тому наскапі переважно англікани й частіше користуються англійською мовою як другою.
Відносини між наскапі й Компанією Гудзонової затоки, для якої наскапі добували хутро, складалися непросто. За останні два століття, на прохання компанії, плем'я здійснило 5 великих міграцій, які призвело його до скрутного становища. У 1956 році плем'я пішки мігрувало на 640-кілометрову відстань з Кууджуака до Шеффервіля, в околицях якого воно в основному й осіло. Пізніше, з ініціативи старійшин, сталися добровільні переміщення в поселення в резервації Матімекош (1969—1972) і Кававачікамач (1978—1980).

## Сучасність
Зараз більшість наскапі мешкають поруч із монтаньє в околицях Шеффервіля.
Станом на 2003 рік, в Канаді проживало 3000 наскапі, більшість — в сучасному регіоні Північний Берег в північно-східному Квебеку, кілька сімей також на території сусідньої англомовної провінції Ньюфаундленд і Лабрадор.